# 여자, 정혜
"여자, 정혜"(This Charming Girl)는 2005년 개봉한 이윤기 감독의 첫 번째 장편영화이다.
어린 시절의 아픈 기억과 어머니의 죽음에 대한 상처로 사랑에 선뜻 다가서지 못하는 여자, 정혜의 일상과 내면을 섬세하게 그려낸 작품이다.

## 캐스팅
- 김지수 : 정혜 역
- 황정민 : 작가 역
- 김혜옥 : 엄마 역
- 이대연 : 고모부 역
- 이금주 : 고모 역
- 김미성 : 동료 1 역
- 이미미 : 동료 2 역
- 김중기 : 소장 역
- 서동원 : 슬픈남자 역
- 박성웅 : 전남편 역
- 정석용 : 이주사 역
- 김꽃비 : 어린 정혜 역
- 최현숙 : 화장터 여신도 역
- 손영순 : 할머니 역
- 육상효 (특별출연)
- 이원종 (특별출연)
- 박철민 (특별출연)

## 수상
- 제55회 베를린국제영화제 아시아영화진흥기구(NETPAC)상(2005년)
- 제7회 도빌아시아영화제 심사위원대상(2005년)
- 제18회 싱가포르국제영화제 여우주연상, 감독상(2005년)
- 제6회 부산영화평론가협회상 신인여우주연상(2005년)
- 제26회 청룡영화상 신인여우주연상(2005년)
- 제4회 대한민국 영화대상 신인여우주연상(2005년)
- 제9회 부산국제영화제 뉴 커런츠(2004년)